# سان مارينو
سان مارينو أو رسميًا جمهورية سان مارينو  (بالإيطالية: Repubblica di San Marino)‏  أو جمهورية سان مارينو الأكثر صفاء هي دولة تقع في شبه الجزيرة الإيطالية على الجانب الشرقي من جبال الأبينيني وهي عبارة عن مكتنف تحيط به إيطاليا. تزيد مساحتها قليلًا عن 61 كم2 وبتعداد سكان يقدر بأكثر من 30٬000. عاصمتها مدينة سان مارينو. تمتلك سان مارينو أقل تعداد سكان بين أعضاء مجلس أوروبا.
تُعتبر سان مارينو هي أقدم دولة ذات سيادة وجمهورية دستورية في العالم، حيث تُعتبر استمرارًا للمجتمع الرهباني الذي تأسس في 3 سبتمبر 301 على يد الحجار مارينوس من راب. تقول الأسطورة أن مارينوس غادر راب، التي كانت حينها مستعمرة رومانية باسم أربا في 257 عندما أصدر الإمبراطور المستقبلي ديوكلتيانوس مرسومًا لإعادة بناء أسوار مدينة ريميني، والتي كان قد دمرتها القراصنة الليبورنيين.
دستور سان مارينو الذي سن في عام 1600 هو أقدم دستور في العالم ما يزال ساري المفعول. يعتمد اقتصاد البلد أساسًا على التمويل والخدمات والصناعة والسياحة. تعد من أغنى البلدان في العالم من حيث الناتج المحلي الإجمالي (للفرد) مع أرقام مماثلة لبعض المناطق الإيطالية الأكثر نموًا مثل لومبارديا وترينتينو ألتو أديجي. تعد سان مارينو ذات اقتصاد مستقر للغاية مع واحد من أدنى معدلات البطالة في أوروبا ومن دون أي دين وطني وفائض في الميزانية.

## التاريخ
وفقًا للروايات الأسطورية والتي سُجلت بعد قرون من ولادة سانت مارينوس، غادر سانت مارينوس جزيرة راب الرومانية التي تقع في كرواتيا حاليًا مع صديق عمره ليو، وذهب إلى مدينة ريميني ليعمل بنّاء فيها. وبعد اضطهاد ديوكلتيانوس الذي أعقب عظاته الدينية المسيحية هرب إلى مونتي تيتانو المجاورة حيث أسس كنيسة صغيرة، كانت حجر الأساس لمدينة ودولة سان مارينو.
ووفقًا لويليام ميلر، فإن هذه الروايات عن أصل سان مارينو ما هي إلا «مزيج من الخرافات والمعجزات، ولكن من المحتمل أنها تضم شيئًا من الحقيقة». يرجع أقدم دليل تاريخي على وجود مجتمع رهباني في سان مارينو إلى القرن الخامس أو السادس الميلادي، عندما سجل راهب يدعي أوغيبوس أن راهبًا آخر قد سبق ومكث في أحد أديرة المنطقة. وفي 1291، ناشدت سان مارينو أسقف أريزو إلديبراندينو غيدي دي رومينا أن يعفيها من طلبات المساهمة التي طلبها كاهن منطقة مونتيفيلترو. وحكم القاضي بالاميدي دي ريميني لصالح سان مارينو وأقر إعفاءها الضريبي من الجزية التي طلبتها مونتيفيلترو. وفي 1296، عندما كان غوليلمو دورانتي حاكم رومانيا، ناشد أبناء سان مارينو البابا بونيفاس الثامن أن يعفيهم من مطالب لاحقة بخصوص الجزى من قبل كبير القضاة المدنيين في مونتيفيلترو. وعُيّن أبوت رانييري دو سانت أناستاسيو للبت في النزاع. أخذت العملية وقتًا طويلًا واستُدعي العديد من الشهود والمصادر لتحديد وضع طلب الإعفاء من الضرائب الذي تقدمت به سان مارينو. ومن المرجح أن الحكم كان مؤيدًا للاستقلال الذاتي لسان مارينو لأنها لم تدفع الضرائب لمونتيفيلترو بعدها.
في 1320، اختار مجتمع كيزانوفا الانضمام إلى البلاد. وفي 1463، توسعت سان مارينو بعد انضمام كل من مجتمعات فايتانو، وفيورنتينو، ومونتيغاردينو، وسيرافالي. من ذلك الحين، ظلت حدود البلاد بدون أي تغيير.
وفي 1503، احتل تشيزاري بورجيا ابن البابا ألكسندر السادس الجمهورية لمدة ستة أشهر، إلى أن تدخل خليفة والده البابا يوليوس الثاني، وأعاد إلى البلاد استقلالها.
وفي 4 يونيو 1543، حاول فابيانو دي مونتي سان سافينو - ابن شقيق البابا يوليوس الثالث لاحقًا - غزو الجمهورية، ولكن المشاة والفرسان فشلوا في ذلك لأنهم ضلوا الطريق في الضباب الكثيف الذي نسبه أبناء سان مارينو للقديس كويرينوس، لأن الغزو حدث في يوم عيده.
بعد ضم دوقية أوربينو إلى الدولة البابوية عام 1625، أصبحت سان مارينو محاطة بالولايات البابوية من جميع الجوانب مما أدى إلى سعيها للحصول على الحماية الرسمية من الولايات البابوية في 1631، ولكن ذلك لم يصل أبدًا إلى حد السيطرة البابوية الفعلية على الجمهورية.
احتل الحاكم البابوي لرافينا، الكاردينال جيوليو ألبيروني البلاد في 17 أكتوبر 1739، لكن البابا كليمنت الثاني عشر أعلنها دولة مستقلة في 5 فبراير 1740، يوم عيد القديسة أغاثا، التي أصبحت بعد ذلك القديسة الراعية للجمهورية.
مَثَّل تقدم جيش نابليون عام 1797 تهديدًا وجيزًا لاستقلال سان مارينو. ولكن البلاد نجت من فقدانها لحريتها عن طريق أحد حكامها والمدعو أنطونيو أونوفري، الذي تمكن من كسب صداقة واحترام نابليون. بسبب تدخل أونوفري، وعد نابليون في رسالة إلى غاسبار مونج، العالم ومفوض الحكومة الفرنسية للعلوم والفنون، بضمان حرية واستقلال الجمهورية، حتى أنه عرض توسيع رقعة أراضيها وفق احتياجاتها، لكن الحكام رفضوا هذا العرض خوفًا من انتقام الدول الأخرى في المستقبل.
خلال المرحلة اللاحقة من عملية توحيد إيطاليا في القرن التاسع عشر، أصبحت سان مارينو ملاذًا للعديد من المضطهدين بسبب دعمهم لعملية التوحيد بمن فيهم جوزيبي غاريبالدي وزوجته أنيتا. سمح غاريبالدي بأن تبقى سان مارينو دولة مستقلة. أبرمت سان مارينو ومملكة إيطاليا معاهدة صداقة عام 1862.
سمّت حكومة سان مارينو رئيس الولايات المتحدة أبراهام لنكولن مواطنًا فخريًا، وكتب في رده أن الجمهورية أثبتت «قدرة الحكومة، التي تأسست على المبادئ الجمهورية، على إدارة شؤونها بطريقة تجعلها آمنة وراسخة».

### من القرن العشرين وما بعد
خلال الحرب العالمية الأولى، عندما أعلنت إيطاليا الحرب على النمسا المجر في 24 مايو 1915، ظلت سان مارينو على الحياد وتبنت إيطاليا وجهة نظر عدائية تجاه حياد أبناء سان مارينو، لاشتباهها بأنه من الممكن لسان مارينو أن تأوي جواسيس نمساويين ويمكن أن يُسمح لهم بالوصول إلى محطة الراديو والتلغراف الجديدة في سان مارينو. حاولت إيطاليا نشر كتيبة من حرسها الثوري في سان مارينو بالقوة، وعندما لم تستجب البلاد لهم قطعوا خطوط الهاتف. انضمت مجموعتان مؤلفتان من عشر متطوعين إلى القوات الإيطالية ليقاتلوا على الجبهة الإيطالية، ضمت المجموعة الأولى المقاتلين وكانت المجموعة الثانية عبارة عن هيئة طبية تدير مستشفى ميداني للصليب الأحمر. أدى وجود هذا المستشفى في وقت لاحق إلى تعليق العلاقات الدبلوماسية بين النمسا المجر وسان مارينو.
شهدت سان مارينو بعد الحرب ارتفاع معدلات البطالة والتضخم، مما أدى إلى زيادة التوتر بين الطبقات الدنيا والمتوسطة، وخوفًا من أن تقدم حكومة سان مارينو المعتدلة تنازلات للطبقة الدنيا التي تمثل أغلبية السكان، دعمت الطبقة المتوسطة الحزب الفاشي الساماريني (بّي إف إس) الذي تأسس عام 1922 وكان يشبه إلى حد كبير نظيره الإيطالي. استمر حكم الحزب الفاشي الساماريني من 1923 وحتى 1943، وخلال هذا الوقت غالبًا ما سعى الحزب للحصول على دعم من حكومة بينيتو موسوليني الفاشية في إيطاليا.

## الجغرافيا
تقع سان مارينو داخل الأراضي الإيطالية على الجهة الشرقية لسلسلة جبال أبينين. أعلى نقطة في البلاد، قمة مونتي تيتانو، تصل إلى 749 مترًا (2457 قدمًا) فوق مستوى سطح البحر، في حين أن أدنى نقطة، نهر أوسا (الذي يتدفق إلى ماريكيا).
تقع المنطقة البيئية الأرضية للغابات الإيطالية المتصلبة وشبه المتساقطة الأوراق ضمن أراضي سان مارينو. حصلت الدولة على متوسط درجة 0.01/10 في مؤشر سلامة المناظر الطبيعية للغابات لعام 2019م، مما جعلها في المرتبة الأخيرة عالميًا من بين 172 دولة.
الجمهورية لا تطل على البحر ولا يوجد بها أنهار أو بحيرات. المناخ هو مناخ بحر متوسط، حار صيفاً ومعتدل شتاءً.

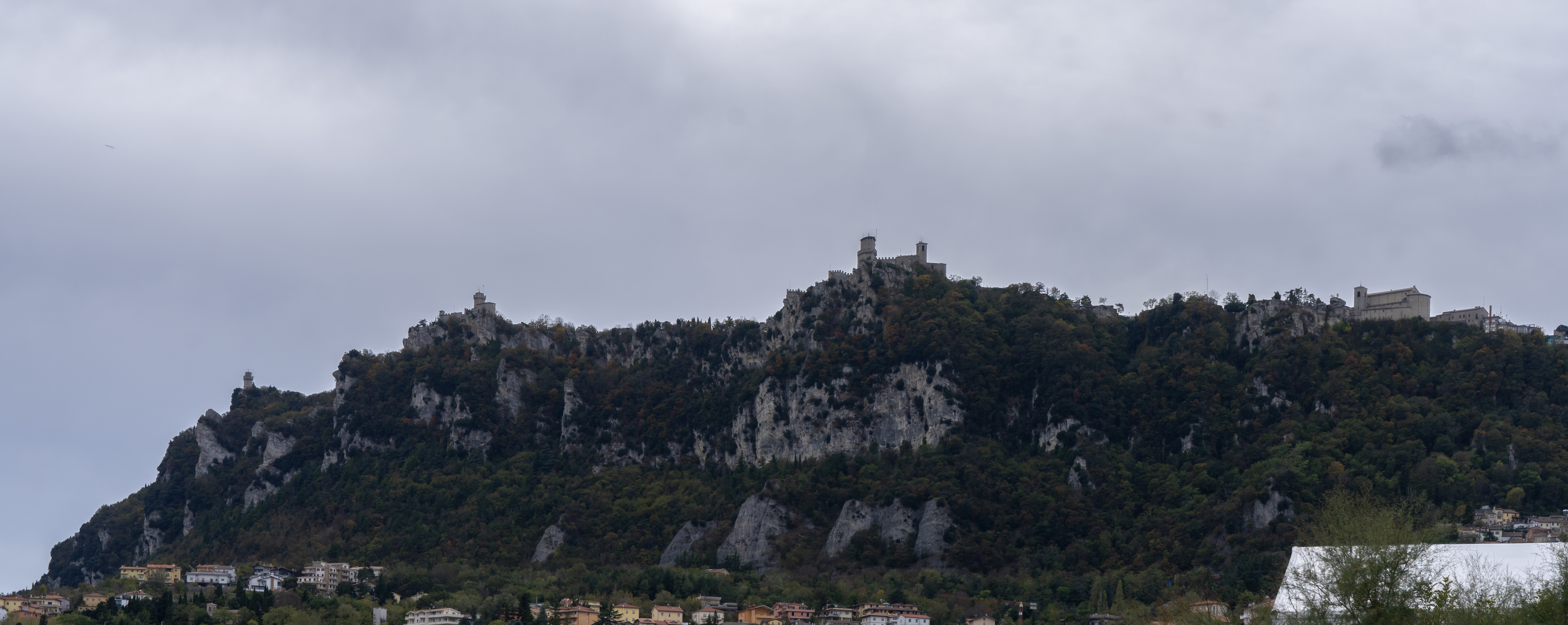
جبل مونتي تيتانو

## السكان
اعتبارًا من سبتمبر 2023م، قُدِّر عدد سكان سان مارينو بـ 33,896 نسمة. من بينهم 28,226 يحملون الجنسية السامرية، بينما يحمل 4,881 الجنسية الإيطالية، بالإضافة إلى 789 مواطنًا من دول أخرى. ويعيش 13,000 من سكان سان مارينو في الخارج (6,600 في إيطاليا، و3,000 في الولايات المتحدة، و2,000 في فرنسا والأرجنتين).
اللغة الرسمية هي الإيطالية، كما يُتحدث باللهجة السامرية الرومانية، وخاصةً من قِبل كبار السن. وتُعتبر هذه اللغة لغةً مُهددة بالانقراض. بينما الديانة الرسمية هي المسيحية الكاثوليكية.

## النقل
هناك 220 كيلومترا من الطرق في البلاد، والطريق الرئيسي يسمى طريق سان مارينو السريع. ترخص سلطات سان مارينو المركبات الخاصة بلوحات مميزة والتي تكون بيضاء مع أرقام زرقاء وشعار النبالة، وعادة ما يكون رمز اللوحة مكون من حرف وما يصل إلى أربعة أرقام. كثير من المركبات تحمل أيضا رمز السيارة الدولية (باللون الأسود على ملصق بيضوي أبيض)، والذي هو "RSM".
لا توجد مطارات في سان مارينو، ولكن هناك مهبط طائرات الهليكوبتر الدولية والموجودة في بورجو ماجوري.
معظم السياح الذين يصلون جواً عن طريق مطار فيديريكو فيليني الدولي بالقرب من مدينة ريميني، وثم ينقلون بالحافلات.
يمر في سان مارينو نهران، ولكن لا يوجد نقل مائي من خلالهما، وليس هناك ميناء.

## السياسة

### النظام السياسي
البرلمان الخاص بالجمهورية (Consiglio Grande e Generale) ينتخب كل خمس سنوات. البرلمان ينتخب بدوره حاكمين (Capitano Reggente) اثنين لمدة ستة أشهر، ليحتلوا بذلك أعلى منصب سياسي في البلاد. هم يشكلوا إلى جانب الطاقم الوزاري الذراع التنفيذي للدولة. البرلمان ينتخب أيضاً مجلس الإثنى عشر (Consiglio dei XII)، الذي يكون الذراع القضائي للدولة.

### التقسيم الإداري وأهم المدن
سان مارينو مقسمة إلى تسع بلديات. العاصمة تدعى أيضاً سان مارينو.
وبلدياتها التسع هي:[بحاجة لمصدر]
1- بلدية سيرافالي.
2- بلدية دومانيانو.
3- بلدية فايتانو.
4- بلدية بورجو ماجوري.
5- بلدية مدينة سان مارينو.
6- بلدية كييزانوفا.
7- بلدية أكوافيفا.
8- بلدية فيورنتينو.
9- بلدية مونتيجاردينو.

## الاقتصاد والبنية التحتية
العملة المتداولة هي اليورو مع أن سان مارينو ليست دولة في الاتحاد الأوروبي. القطاع السياحي يساهم بما نسبته 50% من اقتصاد البلاد، حيث زارها على سبيل المثال عام 1997 3.3 مليون سائح. أهم القطاعات الأخرى: المصارف، صناعة المواد الكهربية والسيراميك، صناعة النبيذ والجبن. الطوابع البريدية الخاصة بسان مارينو لا تستعمل إلا داخل الجمهورية، ولكنها ذات قيمة عالية بين جامعي الطوابع. لا توجد سكك حديدية أو موانئ أو مطارات في الجمهورية. أقرب ميناء هو ميناء ريميني الإيطالي. يربطها بالبلدات الإيطالية القريبة طرق برية عدة.

## الصناعة
من أهم الصناعات في سان مارينو :السياحة والصناعات المصرفية والإلكترونيات والمنسوجات والخزف والاسمنت والخمر.

## الثقافة والرياضة
لا توجد فروق تذكر بين ثقافة سان مارينو والثقافة الإيطالية. مرحلة سان مارينو التي هي إحدى مراحل سباق الجائزة الكبرى للسيارات (فورميولا ون) لا تقام في الواقع على أراضي الجمهورية وإنما في بلدة إيطالية قريبة منها. يوجد دوري لكرة القدم في سان مارينو.

## التقسيم الإداري وأهم المدن
سان مارينو مقسمة إلى تسع بلديات (castelli). العاصمة تدعى أيضاً سان مارينو.

## الاقتصاد والبنية التحتية
العملة المتداولة هي اليورو مع أن سان مارينو ليست دولة في الاتحاد الأوروبي. القطاع السياحي يساهم بما نسبته 50% من اقتصاد البلاد، حيث زارها على سبيل المثال عام 1997 3.3 مليون سائح. أهم القطاعات الأخرى: المصارف، صناعة الكهربائيات والسيراميك، صناعة النبيذ والجبن. الطوابع البريدية الخاصة بسان مارينو لا تستعمل إلا داخل الجمهورية، ولكنها ذو قيمة عالية بين جامعي الطوابع. لا توجد سكك حديدية، موانئ أو مطارات في الجمهورية. أقرب ميناء هو ميناء ريميني الإيطالي. يربطها بالبلدات الإيطالية القريبة طرق برية عدة.

## وصلات خارجية
- www.sanmarinosite.com :بوابة عن سان مارينو